# عمل (اقتصاد)

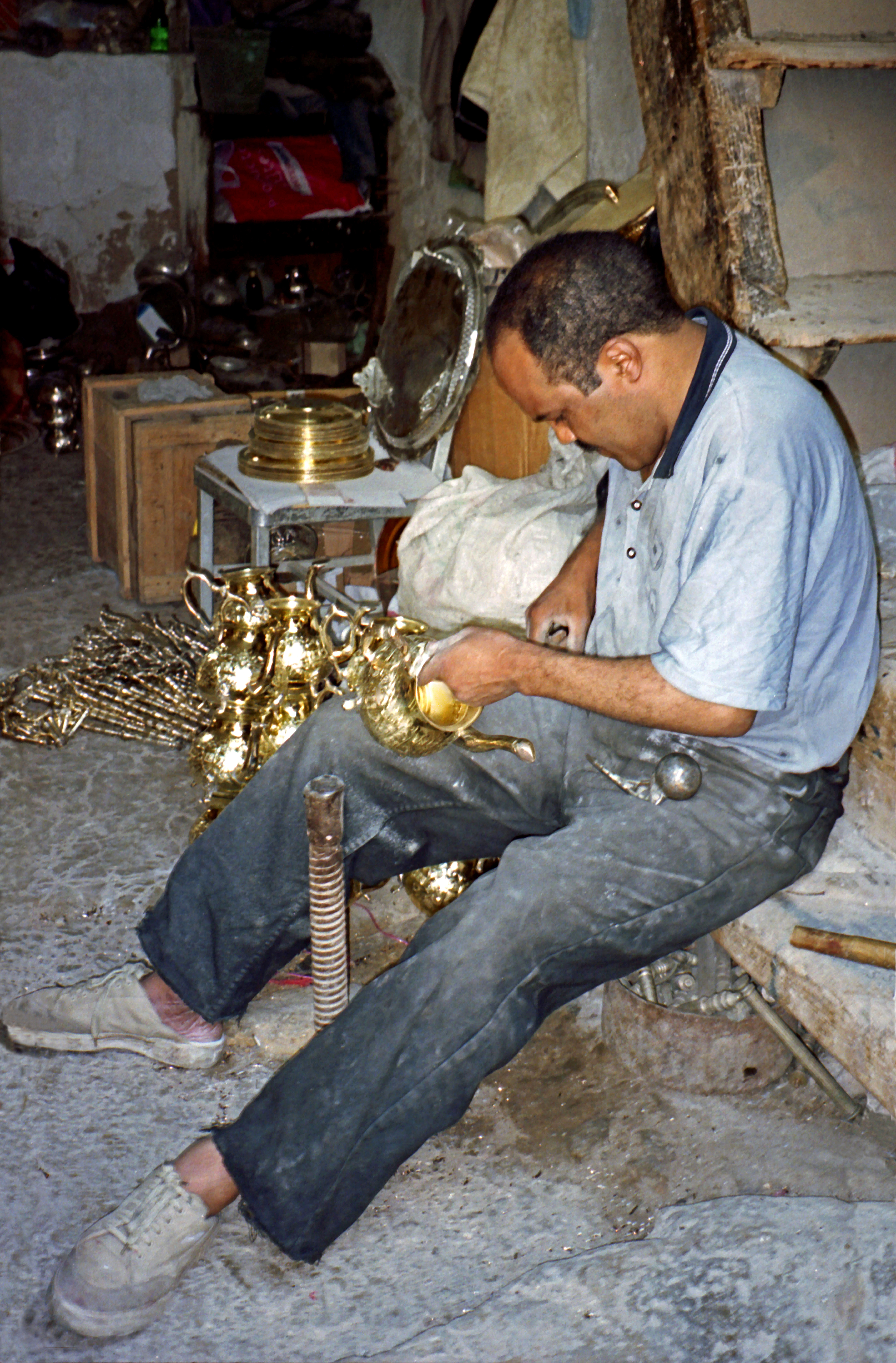
عامل مهنة حرفية

العمل أو الشغل مجهود إرادي واع يستهدف منه العامل أو المشتغل إنتاج السلع والخدمات لإشباع حاجاته، ومن هذا التعريف يتضح لنا أن مجهود الحيوانات أو مجهود الإنسان بغير هدف لا يعتبر عملا. ويحتاج العمل الناجح مجموعة من المعارف التي تتطلب تحصيلها تعليماً خاصاً تساعد في ادائه بطريقة صحيحة مناسبة لقبولهِ في المجتمع.

## تعريف العمل
العمل هو الطاقة أو الجهد الحركي أو الفكري الذي يبذله الإنسان من أجل تحصيل أو إنتاج ما يؤدي إلى إشباع حاجة معينة من حاجاته الطبيعية من السلع والخدمات التي يساهم الجهد البشري أيضا في إيجادها.
وهذا الإنتاج قد يكون سلعة، كما قد يكون خدمة. فتكييف الطاقة يتجسّد في إنتاج السلع والخدمات، فالطبيب والنّجار والعامل والحمّال، كل منهم يكيّف طاقته الإنسانية من أجل إشباع حاجة معينة من حاجاته، لأن العمل هو الجهد، أو القوة البشرية التي تتفاعل مع مختلف العناصر الأولية من أجل توفير سلعة مادية، أو إشباع حاجة فكرية أو نفسية، كبعض الحاجيات مثل شراء القميص والكتاب، واستعمال العلاج الطبّي، وقراءة القصيدة الشعرية ومتابعة البرنامج الإذاعي والتلفازي.

## العمل فيالإسلام
وقد حدّد الإسلام مفهوم الحاجة والعمل والإنتاج ووضح عناصره في جملة من النصوص والمفاهيم، وأوضح أن الطاقة الإنسانية بالتفاعل مع عناصر الطبيعة هي التي تنتج السلع التي يشبع بها الإنسان حاجاته المادية المختلفة، ويسدّ بها نواقص حياته، كالطعام واللباس والدواء.